# Полет 3597 на „Кросеър“
Полет 3597 на „Кросеър“ е редовен международен пътнически полет от летище „Берлин Тегел“, Берлин, Германия, до летище „Цюрих“, Цюрих, Швейцария, управляван от „Кросеър“. На 24 ноември 2001 г. самолетът „Бритиш Аероспейс Avro RJ100“, който изпълнява полета, се разбива на около 4 км от пистата, в гориста верига от хълмове близо до Басердорф, където се разпада и избухва в пламъци. В катастрофата загиват 24 от общо 33 пътници и екипаж на борда на машината.
Разследването установява, че професионалните възможности на капитана са причина за инцидента. Той прави поредица от грешки (заедно с навигационни такива), които отклоняват самолета от зададената му писта за кацане. Докладът на БРАИ посочва, че в предишни случаи капитан Лутц не успява да изпълни правилните процедури при кацане и при по-сложния MD-83, но това не е отчетено от „Кросеър“, както и че поради негова вина авиокомпанията губи един СААБ 340. В биографията на капитана има още няколко случая, които показват неговите професионални недостатъци, но „Кросеър“ продължава да му позволява да лети с пътници.
Докладът все пак посочва и други причини за инцидента. Хълмовете не са отбелязани в схемата за подход; въпреки хълмистия терен, подходът към пистата не е оборудван със система за предупреждение за минимална безопасна височина, която да задейства предупредителна аларма; средствата на летището за определяне на видимостта са неадекватни за пистата; няма достатъчно видимост от стандартния подход към пистата. Отчетено е, че в контролната кула се намира неопитен ръководител на полети, който въпреки лошите метеорологични условия не насочва самолета към друга писта.